# David Guggenheim
David Guggenheim ist ein US-amerikanischer Drehbuchautor und Fernsehproduzent.
Er schrieb die Drehbücher für die Spielfilme Safe House (2012) und Stolen. Weiter ist er Schöpfer der Fernsehserie Designated Survivor mit Kiefer Sutherland in der Hauptrolle.
Seine älteren Brüder sind die Drehbuchautoren Marc und Eric Guggenheim.

## Filmografie (Auswahl)
- 2012: Safe House
- 2012: Stolen
- 2016–2019: Designated Survivor (Fernsehserie, Schöpfer)
- 2018: The Christmas Chronicles
- 2024: The Union